# Univerza Versailles
Univerza Versailles je francoska javna univerza s sedežem v kraju Versailles, Yvelines, Francija.
Univerza Versailles je članica Univerza Paris-Saclay.